# Paris: The Song of a Great City
Paris: The Song of a Great City (títol complet: Paris, A Night Piece – The Song of a Great City) és un nocturn per a orquestra compost per Frederick Delius durant el període 1899–1900. Hans Haym, a qui Delius va dedicar l'obra, va dirigir l'estrena el 14 de desembre de 1901 a Elberfeld, Alemanya. Sir Thomas Beecham va dirigir l'estrena britànica de l'obra a Liverpool l'11 de gener de 1908. L'edició crítica de la partitura, publicada a finals dels anys vuitanta, va incorporar revisions de Beecham i va incloure treball editorial de Beecham i va incloure treballs editorials d'⁣Eric Fenby i Norman Del Mar.

Tot i que es basa en els propis records de Delius de la seva residència a París, l'obra no és una representació literal, sinó de naturalesa més "impressionista". Philip Heseltine va assenyalar aquesta qualitat de la següent manera:
"Per a Delius, París no és només una ciutat de França, la vida col·lectiva de la qual és una cosa que cal estudiar objectivament, des d'un lloc a part, com un entomòleg estudia un niu de formigues; és un racó de la seva pròpia ànima.
Delius tenia una especial estima per París. Hi va viure des de 1888 fins a gairebé finals de segle. El 1896 hi va conèixer la seva futura esposa. I el 1899 va escriure Paris: The Song of a Great City.
En els seus esbossos per a la peça, Delius va escriure una sèrie d'impressions com ara "ciutat misteriosa", "ciutat dels plaers", "de música i dansa alegres". Aquestes imatges són pintades en música amb pinzellades que van des de delicades a audaces. L'obertura lenta reflecteix la "ciutat misteriosa". A això li segueix la bulliciosa diversió de la vida nocturna parisenca, interrompuda per un passatge líric i exuberant que pot indicar les intimitats de l'amor. Després, torna a sentir-se la música del cafè i del music-hall, i la peça acaba com acaba la nit, i els sons dels carrers despertant-se es poden sentir mentre l'alba sorgeix lentament i comença un nou dia.
Byron Adams ha assenyalat la influència estilística de Richard Strauss en l'obra.
Anthony Payne va fer una caracterització mixta de Paris, assenyalant que "tanca el primer període i prefigura el següent en passatges de bellesa contemplativa" i va ser "la millor obra" de Delius fins aleshores, però també va dir que li mancava "l'intens personal implicació de la seva gran obra". Per contra, Hubert Foss ha caracteritzat aquesta obra com "la primera de les obres mestres posteriors" de Delius.